# 小川恭一
小川 恭一（おがわ きょういち、1925年 - 2007年9月25日）は、日本の歴史家、事典編纂者。

## 経歴
東京府生まれ。慶應義塾大学卒業。1943年、慶應義塾大学在学中に、奥野信太郎教授の紹介で三田村鳶魚に師事、徳川幕府関係の記録を譲り受け、帝国図書館に勤務した。戦後は会社員となり、1980年代より研究を再開。大名・旗本・御家人といった徳川幕府制度の実態を明らかにした。

## 著書
- 『大名概要 城主大名の特権』日本古城友の会、1991年11月 (研究紀要)
- 『お旗本の家計事情と暮らしの知恵』つくばね舎、1999年7月
- 『江戸の旗本事典 歴史・時代小説ファン必携 講談社文庫、2003年9月、角川ソフィア文庫、2016年1月
- 『徳川幕府の昇進制度 寛政十年末旗本昇進表』岩田書院、2006年10月
- 『江戸城のトイレ、将軍のおまる 小川恭一翁柳営談』講談社、2007年10月

編著
- 『江戸幕府旗本人名事典』（全4巻別巻1）原書房、1989年 - 90年
- 『江戸幕藩大名家事典』原書房、1992年
- 『寛政譜以降旗本家百科事典』全6巻、東洋書林、1997年 - 98年